# Losîneț, Turka
Losîneț (în ucraineană Лосинець) este un sat în comuna Zavadivka din raionul Turka, regiunea Liov, Ucraina.

## Demografie
Componența lingvistică a localității Losîneț
     Ucraineană (99,87%)
     Alte limbi (0,13%)
Conform recensământului din 2001, majoritatea populației localității Losîneț era vorbitoare de ucraineană (99,87%), existând în minoritate și vorbitori de alte limbi.